# Distrito Financiero (Detroit People Mover)
Distrito Financiero es una estación del Detroit People Mover, administrada por el Departamento de Transporte de Detroit. La estación se encuentra localizada en las calles Larned y Shelby en Detroit, Míchigan. La estación Distrito Financiero fue inaugurada en 1987. 

## Descripción
La estación Distrito Financiero cuenta con 1 plataforma lateral.